# David MacDonald (réalisateur)
Pour les articles homonymes, voir MacDonald.
David MacDonald (9 mai 1904, Helensburgh - 22 juin 1983, Londres) est un réalisateur, scénariste et producteur écossais. Il est surtout connu pour son film The Brothers (en).

## Filmographie partielle
- 1937 : The Last Curtain (en)
- 1937 : Death Croons the Blues (en)
- 1937 : Riding High (en)
- 1938 : Mandat d'arrêt (This Man Is News)
- 1939 : This Man in Paris (en)
- 1940 : The Midas Touch (en)
- 1940 : Law and Disorder
- 1940 : Men of the Lightship (en)
- 1943 : Victoire du désert (Desert Victory)
- 1947 : The Brothers (en)
- 1949 : Christophe Colomb (Christopher Columbus)
- 1949 : La Guerre du diamant (en) (Diamond City)
- 1949 : Les Amours de Lord Byron (The Bad Lord Byron)
- 1950 : La Route du Caire (Cairo Road)
- 1951 : The Adventurers (en)
- 1954 : La Martienne diabolique (Devil Girl from Mars)